# Taylor (Teksas)
Taylor je grad u američkoj saveznoj državi Teksas. Prema popisu stanovništva iz 2010. u njemu je živjelo 15.191 stanovnika.